# Ресенски сарай
Ресенският сарай или Сарай на Ахмед Ниязи бей (на македонска литературна норма: Сарајот на Ахмет Нијази-бег) е дворец в неокласически стил, намиращ се в град Ресен, Северна Македония.
Построен е в началото на XX век от местния османски управник Ахмед Ниязи бей.

## Архитектура
Архитектурният стил на сарая го прави уникален в рамките на държавата. Сградата е симетрична, с по-висока средна част, висока 25 метра, и 2 крила. Общото пространство в сградата е 4800 m2. Фасадата е богато украсена с различни елементи, а стените са дебели между 40 и 85 cm. Покривът на сарая е направен от дърво, но при обновяване през 1982 г. е заменен с метални листове. Последната реновация на сарая е от 2005 г.

## История
Началото на строежа започва през 1905 г., когато Ахмед Ниязи бей поръчва сграда във френски неокласически стил. Сградата е построена през 1909 г., но е напълно завършена в началото на 1920-те години. От тогава се използва като административна сграда в Кралство Югославия, през световните войни там е местната управа на окупационните войски. След войните в СФР Югославия първоначално е седалище на градския съвет, през годините там са настанени Градската библиотека, Ресенският музей, Радио Ресен.
Сградата на сарая е Дом на културата „Драги Тозия“, в който се провежда ежегодната Ресенска керамична колония и са разположени художествената галерия с произведения от колонията и постоянната изложба с творби на Кераца Висулчева, както и библиотека с над 30 000 тома.